# Steven Grant
Steven Grant (22 de outubro de 1953) é um escritor de histórias em quadrinhos americanas, conhecido por seu trabalho na década de 1980 ao lado do desenhista Mike Zeck com o personagem Justiceiro.
Seus trabalhos mais recentes incluem os roteiros das últimas edições da revista X-Man e as minisséries CSI: Dying in the Gutters e Frank Miller's Robocop.